# Meersburški dvorec
Meersburški dvorec (Neues Schloss Meersburg) stoji v Meersburgu blizu Bodenskega jezera v nemški deželi Baden-Württemberg v Nemčiji. Od svoje izgradnje leta 1750 do razpustitve škofije leta 1803 je bil sedež knezoškofa iz Konstance.

## Lega
Dvorec stoji na hribu nad Bodenskim jezerom. V zadnjem delu gradu je vrtna terasa z odličnim razgledom na spodnje mesto, trajektno pristanišče in švicarsko obalo Bodenskega jezera. Dostop do terase je v pritličju gradu ali po stopnišču, ki je v bližini mostu na Burg Meersburg, ki ga zapirajo vrata iz kovanega železa.
Na strani mesta je velik trg, Schlossplatz. Na sredini grajskega pročelja je velika ura z bogom časa Kronosom. Na levi strani gradu je vhod v grajsko kapelo, ki jo trenutno uporablja Evangeličanska cerkev v Badnu.

## Zgodovina
Gradnja se je začela leta 1710 pod škofom Johannom Franzom II. von Stauffenbergom, s Christophom Gessingerjem, ki je oblikoval in nadziral delo. Dve leti pozneje, leta 1712, je bil projekt končan. Stavba pa je bila nekoliko nedokončana kot simbol škofove moči. Zgornja nadstropja so vsebovala številna stanovanja za gostujoče plemiče in cerkvene voditelje, kot bi morala biti rezidenca knezoškofa, manjkalo pa je velikega stopnišča in drugih bogastva in moči.
Ko je Hugo Damian von Schönborn, ki je bil že škof v Speyerju in je tam že zgradil grad Bruchsal, leta 1740 prevzel sedež v Meersburgu, je želel izboljšati Neues Schloss. Pripeljal je gradbenega mojstra Johanna Georga Stahla iz Bruchsala, da je dvorec spremenil v bolj impresivno in elegantno stavbo. Po načrtih Balthasarja Neumanna je Johann zgradil impresivno stopnišče in okrasil dvorec.
Od leta 1741 do 1743 je bila dozidana grajska kapela po načrtih Balthasarja Neumanna. Umetnost in kipi so delo freskanta Gottfrieda Bernharda Göza iz Augsburga (1708–1774) in kiparja Josepha Antona Feuchtmayerja (1696–1770).
Do leta 1759 je knezoškof kardinal Franz Konrad von Rodt dal obnoviti grad pod vodstvom gradbenega mojstra Franza Antona Bagnatosa. Že dotrajano stopnišče je bilo treba obnoviti. Baročno pročelje dvorca je bilo predelano v rokokoju, z povečanimi okni, dodatno dekoracijo okoli oken in novimi zatrepi.
Notranja dekoracija je delo umetnika iz Mainza Giuseppeja Appianija (ok. 1705–1786) in kiparja Carla Luce Pozzija (1735–1803). Med Appianijevimi slikami sta dve ogromni sliki nad Velikim stopniščem Verherrlichung des Fürstbischofs und des Hochstift (Poveličevanje knezov-škofov in škofije) iz leta 1761 in nad plesno dvorano Die Verehrung der göttlichen Vorsehun (božja previdnost) iz leta 1762.
Zaradi sekularizacije leta 1803 je bil dvorec sedež knezoškofov iz Konstance le približno 50 let.
V 19. stoletju in do leta 1955 je dvorec služil kot šola za dekleta, lokalni zapor, mornarska šola, srednja šola in od 1865 do 1937 kot Badenski zavod za gluhoneme, ki se je po letu 1937 preselil v Gengenbach.
Po drugi svetovni vojni je bila uporabljena kot vojašnica za francoske čete.

## Muzej
Danes je v dvorcu več muzejev. Poleg Mestne galerije (Städtische Galerie) in Muzeja Dornier, ki sta v 2. nadstropju, je v dvorcu tudi Muzej palače knezoškofov (Fürstbischöfliche Schlossmuseum) v 3. nadstropju. Ponuja možnost ogleda bivalnih in reprezentančnih prostorov knežjih škofov, prenovljenih s sodobno opremo iz tiste starosti.